# Emil Møller
Emil Møller (19. januar 1905 i Horsens – 16. september 1993 smst) var en dansk fodboldspiller, som spillede i Esbjerg fB.
Emil Møller blev født i Horsens, hvor han også spillede fodbold de første år. Han flyttede som 20-årig til Esbjerg og spillede 9 sæsoner i Esbjerg fB (1926-1935).
Emil var EfB's første A-landsholdsspiller. Han opnåede 3 kampe i perioden 1932-1933: 26. september 1932 Norge-Danmark (1-2), 9. oktober 1932 Danmark-Skotland (3-1) og 8. oktober 1933 Danmark-Finland (2-0).
Emil Møller opnåede 108 førsteholdskampe for Esbjerg fB, heraf mange som anfører for holdet.